# N510 (België)
De N510 is een gewestweg in België tussen Pecq (N50) en de Franse grens bij de Franse plaats Toufflers. De weg heeft een lengte van ongeveer 8 kilometer.
De gehele weg heeft twee rijstroken in beide rijrichtingen samen.

## Plaatsen langs N510
- Pecq
- Estaimbourg
- Néchin